# 突然降臨的埃及神
《突然降臨的埃及神》是由颱風Graphics製作的日本原創網路動畫，動畫角色以埃及神話中的神祇為原型，由yuka設計。yuka的角色設計因為可愛而在日本社群網站上廣受歡迎，yuka也因此創作了繪本，由Frontier Works出版。動畫第一季自2020年12月7日起播出至2021年2月8日，第二季於2023年1月10日首播至3月15日。

## 配音
阿努比斯
配音：下野紘
托特
配音：梶裕貴
芭絲特
配音：小林優
梅傑德
配音：綠川光
荷魯斯
配音：島崎信長
阿佩普
配音：遊佐浩二
庫努牡
配音：浪川大輔
拉
配音：津田健次郎
薩塔
配音：田村由香里
賽特
配音：吉野裕行
索貝克
配音：諏訪部順一
烏涅特
配音：蒼井翔太

## 媒體

### 書籍
| 卷數 | Frontier Works | Frontier Works         |
| 卷數 | 發售日期       | ISBN                   |
| ---- | -------------- | ---------------------- |
| 1    | 2020年4月15日  | ISBN 978-4-86657-322-9 |

### 動畫
動畫由颱風Graphics製作，菊池カツヤ擔任導演，東出祐一郎編劇，奥山鈴奈擔綱人物設計，井内啓二負責配樂。

#### 主題曲
「コシャリズム」
阿努比斯（下野紘）、托特（梶裕貴）的第二期開場主題曲。作詞・作曲是飯島健。

#### 各話標題
| 話數   | 日文標題 | 中文標題                                 | 劇本       | 分鏡       | 演出       | 作畫監督                      |
| 第一季 | 第一季   | 第一季                                   | 第一季     | 第一季     | 第一季     | 第一季                        |
| ------ | -------- | ---------------------------------------- | ---------- | ---------- | ---------- | ----------------------------- |
| 第1話  |          | 突如其來的埃及神突如其来的阿努比斯       | 東出祐一郎 | 菊池勝也   | 菊池勝也   | 奥山鈴奈                      |
| 第2話  |          | 突如其来地登场突如其来的巴斯特           | 東出祐一郎 | 菊池勝也   | 菊池勝也   | 奥山鈴奈                      |
| 第3話  |          | 突如其来的休息日突如其来的托特           | 東出祐一郎 | 菊池勝也   | 菊池勝也   | 奥山鈴奈                      |
| 第4話  |          | 突如其来的荷鲁斯和赛特突如其来的水火不容 | 東出祐一郎 | 菊池勝也   | 菊池勝也   | 奥山鈴奈                      |
| 第5話  |          | 突如其来的拉和阿佩普突如其来的纪念品     | 東出祐一郎 | 菊池勝也   | 菊池勝也   | 奥山鈴奈                      |
| 第6話  |          | 突如其来的魔法师托特与怪盗赛特           | 東出祐一郎 | 菊池勝也   | 菊池勝也   | 奥山鈴奈                      |
| 第7話  |          | 突如其来的暖炉突如其来的梅杰德           | 東出祐一郎 | 菊池勝也   | 菊池勝也   | 奥山鈴奈                      |
| 第8話  |          | 突如其来的偶像突如其来的陶艺             | 東出祐一郎 | 菊池勝也   | 菊池勝也   | 奥山鈴奈                      |
| 第9話  |          | 突如其来的农田突如其来的秋千             | 東出祐一郎 | 菊池勝也   | 菊池勝也   | 奥山鈴奈                      |
| 第10話 |          | 突如其来的宴会                           | 東出祐一郎 | 菊池勝也   | 菊池勝也   | 奥山鈴奈                      |
| 第二季 |          |                                          |            |            |            |                               |
| 第1話  |          | 歡迎回來 埃及神明們的日常                | 東出祐一郎 | 上田慎一郎 | 上田慎一郎 | st.Silver、苗木陽子、小堤悠香 |
| 第2話  |          | 事出突然的女兒節                         | 東出祐一郎 | 瀨藤健嗣   | 瀨藤健嗣   | －                            |
| 第3話  |          | 事發突然的魔法使、再次                   | 東出祐一郎 | 瀨藤健嗣   | 瀨藤健嗣   | －                            |
| 第4話  |          | 突如其來的夜宵                           | 綾奈由仁子 | 瀨藤健嗣   | 瀨藤健嗣   | －                            |
| 第5話  |          | 事出突然的無名英雄奧特                   | 東出祐一郎 | 小林一三   | 橋本光夫   |                               |
| 第6話  |          | 事出突然的作戰會議                       | 綾奈由仁子 | 小林一三   | 橋本光夫   |                               |
| 第7話  |          | 突如其來的索貝克                         | 東出祐一郎 | 小林一三   | 小坂春女   | 南原孝衣子                    |
| 第8話  |          | 事出突然的醒後亂翹                       | 綾奈由仁子 | 小林一三   | 小坂春女   | 柴田知波                      |
| 第9話  |          | 事出突然的冬天交談                       | 東出祐一郎 | 山元隼一   | 山元隼一   | －                            |
| 第10話 |          | 今日也一如既往、事出突然的埃及神明       | 東出祐一郎 | 山元隼一   | 山元隼一   | －                            |

## 外部連結
- 官方網站
- 突然降臨的埃及神的X（前Twitter）